# Sceloporus horridus
La lagartija espinosa del Pacífico, también conocida como chintete, chintete escamoso, lagartija, lagartija escamosa tarasca, lagartija espinosa del Pacífico, torosco  o  roño espinoso [cita] (Sceloporus horridus) es una especie de la familia Phrynosomatidae. Mide alrededor de 86 mm del hocico a la cloaca. Presenta escamas quilladas en casi todo el cuerpo dándole aspecto espinoso. Ambos sexos son color café claro. La hembra posee manchas circulares café obscuro sobre el dorso y escamas rojizas en la cabeza. La principal característica distintiva del macho es la presencia de puntos o escamas dorsales azul claro, garganta azul con franjas obscuras y parches ventrales también en azul. La especie es endémica de México. Se distribuye a lo largo de la Sierra Madre Oriental, Sierra Madre del Sur y Eje Neovolcánico. Habita en lugares tropicales, subtropicales y templados, sobre todo en selva baja caducifolia. La UICN2019-1 clasifica a la especie en la categoría de preocupación menor.

## Características
Son de tamaño mediano con una longitud promedio del hocico a la cloaca (LHC) de 86 mm en los adultos. Presentan escamas quilladas en casi todo el cuerpo lo que le da un aspecto espinoso, de ahí uno de sus nombres comunes.  Ambos sexos tienen una coloración café clara y en las hembras se pueden distinguir manchas circulares café obscuras sobre el dorso y escamas rojizas en la cabeza. La principal característica distintiva en los machos es la presencia de puntos o escamas dorsales color azul claro, coloración azul en la garganta con franjas obscuras, así como parches ventrales azules.
Durante la época reproductiva el patrón de coloración en los machos es mucho más intenso y extendido. Los individuos pueden generar varias tonalidades de azul en casi todo el cuerpo, así como tonalidades naranja y amarillo alrededor de la cabeza y costados del cuerpo. La intensa coloración de los machos en este periodo de su ciclo de vida ha fomentado la creencia errónea de que estos individuos son venenosos. A nivel mundial solo existen dos especies de lagartos venenosos, el monstruo de gila (Heloderma suspectum) y el escorpión (H. horridum) que pertenecen a la familia Helodermatidae.
S. horridus se caracteriza por presentar un cuerpo robusto, un sistema visual bien desarrollado y una lengua carnosa del tipo ascalabota (común a todas las lagartijas de la sección Ascalabota, que carecen del músculo que permite el movimiento corporal ondulatorio característico de las serpientes y de algunos grupos de lagartijas, por lo que es considerado un carácter diagnóstico importante en la clasificación de este grupo de reptiles).
Las poblaciones exhiben un acentuado dimorfismo sexual en tamaño, siendo los machos más grandes y pesados que las hembras. Al igual que la mayoría de las especies de lagartijas presentan caudotomía o autotomía, es decir, desprenden voluntariamente la cola como mecanismo de defensa para poder huir de sus depredadores.

## Hábitos
Se alimenta de pequeños artrópodos, principalmente hormigas, grillos y escarabajos, por lo que juegan un rol importante en el control biológico de estos insectos. Los individuos presentan una conducta de forrajeo pasivo, es decir, esperan a que las presas se acerquen para cazarlas en lugar de buscarlas activamente.
Son de hábitos diurnos y generalmente saxícolas (es frecuente encontrarlos sobre las rocas), aunque también se los encuentra sobre árboles y en el suelo.
Son lagartijas ovíparas con una sola nidada al año, el periodo reproductivo se concentra en primavera y verano. En el mes de mayo muestra el pico de actividad sexual, y se lleva a cabo el cortejo y cópula.
Presenta una de las nidadas más grandes respecto a otras especies de la misma familia, con un promedio de 15 huevos por nidada. Los huevos son alargados, miden en promedio 13.6 mm de largo por 8.7 mm de ancho y son de color blanco. El periodo de incubación dura 60 días aproximadamente y las crías recién nacidas miden 25 mm aproximadamente.

## Distribución
Es una especie endémica de México y se localiza en los estados de Jalisco, sur de Sinaloa, Durango, Michoacán, Colima, Nayarit, Guerrero, Oaxaca, Puebla, Hidalgo, Estado de México, Tlaxcala y Morelos. Smith y Taylor (1950) reportan a Cuernavaca (capital de Morelos) como lugar típico de distribución de esta especie y es bastante común en el estado de Morelos.
Habitan en lugares tropicales, subtropicales y templados sobre todo en selva baja caducifolia.